# Cameronite
La cameronite è un minerale.